# 流動性 (経済学)
流動性（英: liquidity, リクイディティ）は、財や資産の交換しやすさを指す概念であり、経済学においては以下のような文脈で用いられる。
1. 株式や債券などの資産を、大きな価値の損失を被ることなく速やかに処分できる度合い（市場流動性）
2. 現金、預金、国債など、速やかに取引できる資産そのもの（流動性資産）
3. 流動性資産の保有状況、または流動性資産を調達する能力

経済における流動性は、貨幣の機能、市場の効率性、信用状況、決済手段の整備などと密接に関係しており、金融市場や中央銀行の政策にも重要な影響を与える。

## 概要
例えば、貨幣と商品を交換するのは容易だが、トマトを他の商品と直に交換しようとすると、破損や腐敗などのリスクや運搬のコスト、交換相手を探す手間などが余計にかかってしまう。このような資産と資産を交換する行動において、資本が損失する度合いを指して、損失の少ないものを「流動性が高い」、多いものを「流動性が低い」と定義している。これらは、資産の価値がどの程度確実性を保持しているか、資産がどの程度の規模の市場を形成しているかに依存する。流動性を高める行動を流動性を供給するという。
貨幣に代表される金融資産は流動性が極めて高いため、経済学において流動性とは通貨（一般にはM2+CD）を指す。ここから、資産によって現金化するために要する手間や時間に生じる差を流動性打歩（りゅうどうせいうちぶ）と言う。 証券化は不動産などの流動性をある程度高める手法の一つである。
ジョン・メイナード・ケインズは、経済主体は流動性の高い資産を手元に置きたがる欲求を持っており、流動性の低い債券や定期預金などを選択させるためには資本損失を補う利子などの対価を示し動機付けしなければならないという流動性選好説を提唱した。

## 市場流動性
市場流動性（英: market liquidity）は、ビジネス、経済、あるいは投資の分野において、市場において個人または企業が、資産の価格に大きな変動を引き起こすことなく、速やかに当該資産を売買できるという特性である。流動性は、資産をどの価格で売却できるかと、どれだけ早く売却できるかとの間のトレードオフに関係する。流動性の高い市場では、このトレードオフは小さく、資産を迅速に売却しても大幅な値引きを受ける必要はない。一方で、相対的に流動性の低い市場では、速やかな売却のために価格を割り引く必要がある。
流動性資産（英: liquid asset）は、比較的短期間で現金に換えられる資産、あるいは現金そのものである。現金は名目価値で即座に財やサービスと交換可能であるため、最も流動性の高い資産と見なされる。

### 資産価格への影響
資産の市場流動性は、資産価格と期待収益に影響を与える。理論と経験的な証拠によると、市場流動性が低い場合は、投資家がこれらの資産を取引するためのより大きな市場流動性のコストを補うために、より高い資産利益率を必要とする。つまり、特定のキャッシュフローを持つ資産の場合、市場流動性が高いほど、資産価格は高くなり、期待収益は低くなる。さらに、リスクを嫌う投資家は、資産の市場流動性リスクが大きい場合、より大きな期待収益を必要とする。このリスクとは、市場流動性ショックにより、資産収益、資産自体の取引時の市場流動性、市場での売却益がリスクにさらされることを含む。ここでも、市場流動性リスクが高いほど、資産の期待収益が高くなるか、価格が低くなる。

### 証券市場における流動性
証券市場において投資対象を検討する際、対象となる株式や債券などの収益性・安全性のほかに、流動性（市場での取引のしやすさ）を考慮する必要がある。取引所に上場されている株式については出来高が流動性の目安になる。流動性が低いと売り気配値と買い気配値の価格差（スプレッド）が大きくなり、取引をした際にスプレッド分の損失が発生する。

## 銀行業務における流動性
銀行業務における流動性は、過度な損失を被ることなく、支払期限に債務を履行する能力を指す。流動性の管理は日々の業務であり、銀行は適切な流動性を維持するために、キャッシュフローの監視と予測を継続的に行う必要がある。短期資産と短期負債のバランスを保つことが重要となる。
個別の銀行においては、顧客の預金が主要な負債となる（銀行は預金を要求に応じて返還する義務を負っているため）。一方、準備金や貸付金は主要な資産となる（これらは銀行に返済されるべきものであり、銀行が支払うものではないため）。投資ポートフォリオは資産の中では比較的小さな割合だが、主な流動性供給源として機能する。投資証券は、預金引き出しへの対応や貸出需要の増加に応じて売却することが可能である。
銀行は流動性を確保するために、貸付債権の売却、他行からの借入、中央銀行（米国の場合は連邦準備制度）の利用、追加資本の調達といった複数の手段を保有する。最悪の場合には、銀行が多額の損失を伴わずに十分な現金を調達できない状況で預金者が資金を一斉に引き出そうとする取り付け騒ぎに至る可能性もある。

### 決済システムにおける流動性調達に伴う問題
決済システムでは、参加銀行が他行への支払を行うために十分な流動性を確保しておく必要がある。特に RTGS（即時グロス決済）方式では、各銀行が任意のタイミングで決済を行うため、自行への入金を待たないと支払ができない状態が生じる。
このとき、決済できるだけの流動性が全体としては確保されているにもかかわらず、グロス決済が進まない状況を「グリッドロック（すくみ）」という。これは銀行間の支払が相互に依存していることで、全体として決済が停止してしまう現象である。さらに深刻な状態が「デッドロック」であり、これはグロス決済のための流動性がそもそも不足しており、流動性の追加投入がなければ決済が不可能となる。
また、どの銀行が最初に流動性不足に陥ったかを外部から確認できるか（検証可能性）や、銀行が意図的に支払を遅らせていないかといった点も、流動性調達における重要な論点である。

## 企業における流動性
企業における流動性は、企業が保有する資産のうち、資金化の容易さ、すなわち通貨への換金可能性の程度を指す。「企業が保有する現預金」や「流動資産」と同義に用いられることもあるが、厳密にはこれと区別して用いることが望ましく、一般に次の二つの意味で用いられる。
資産の換金可能性
企業が保有する資産がどの程度容易に通貨へ転換できるか（換金可能性）を示す概念。換金までに要する時間や、換金時の損失の有無などが影響する。たとえば、定期性預金や市場性の高い有価証券は、現金と比べて価格変動やタイミングの影響を受けやすいが、一般に流動性の高い資産とみなされる。
資金調達の容易性
企業が外部からどの程度容易に通貨を調達できるかを示す、より広義の概念。保有資産の換金可能性に加え、銀行信用のアベイラビリティー（借入のしやすさ）、資本市場や短期資金市場の動向、金利水準など、外部的な金融環境の要因が含まれる。この広義の概念は、企業の資金調達力を示す尺度として用いられることが多い。
また、企業における流動性を考える上では、収益性とのトレードオフも重要な視点となる。流動性の高い資産は一般に収益性が低く、逆に高収益な実物資産（たとえば設備投資など）は流動性が低い。企業はこのバランスを踏まえ、財務健全性を維持することが求められる。

### 企業の流動性管理の時間軸
企業の流動性管理は、短期の資金繰りにとどまらず、中長期的な資金計画や財務戦略とも深く関係しており、実務上は以下のように時間軸で階層的に管理されることが多い。
- 短期（1 〜 3 ヶ月程度） : 日常的な支払に備えた資金繰り
- 中期（3 ヶ月 〜 1 年程度）: 大型支出や外部環境変動に備えた準備金
- 長期（1 年以上）: 設備投資や M&A など将来戦略資金

たとえば、中期においては突発的な支出や市場変動に備えて一定の流動性資産を保持することがリスク回避につながる。長期では、戦略的投資に向けた資金配分が重要となる。こうした多層的な時間軸での流動性管理は、企業が不確実性の環境下でも安定的な運営と戦略的意思決定をおこなう上で寄与する。

### 手元流動性
手元流動性（英: short term liquidity）は、企業が保有する現預金や短期保有の有価証券が、どの程度売上高に対して対応できるかを示す財務指標であり、企業の短期的な支払能力を測るために用いられる。
一般に、この比率（手元流動性比率）が高いほど財務の安全性が高いとされるが、一方で資金を十分に活用できていないと見なされる場合もある。また、売掛金などの速やかに現金化できない資産も含まれる当座比率と比較して、手元流動性比率はより厳密に支払能力の余裕度や安全性を示す指標とされる。
計算式は以下のとおり：
```
手元流動性（％）＝（現金・預金 + 有価証券）の期間平均 ÷ 売上高 × 100
```

また、手元流動性の解釈の一つとして、現預金や短期保有の有価証券などの流動性資産が、売上高に対して何日分に相当するかを日数で表す方法がある。これは、企業が一日あたりの売上高に対して、どれだけの流動性資産を保有しているかを示すものであり、短期的な資金繰りの余裕度を測る指標として活用される。
```
手元流動性（日数）＝（現金・預金 + 有価証券）÷（売上高 ÷ 365）
```

これらの指標は、企業の支払余力や資金運用の効率性を把握するために活用される。